# Tipula azteca
Tipula azteca är en tvåvingeart som beskrevs av Alexander 1925. Tipula azteca ingår i släktet Tipula och familjen storharkrankar. Inga underarter finns listade i Catalogue of Life.